# 日比野勤
日比野 勤（ひびの つとむ、1953年4月1日 - ）は、日本の法学者。専門は憲法。東京大学名誉教授。国法学を主たる研究対象とする。芦部信喜門下。

## 人物
政治学者の御厨貴とは駒場の同窓生。指導教授は芦部信喜である。
東京大学法学部では、憲法第一部（人権分野）、第二部（統治機構）と国法学の授業を担当。国法学の演習を持つこともある。　
精神科医の土居健郎に私淑しており、国法学説に精神医学の知見を導入することを試みている。
ドイツ国法学の議論を取り上げる論文のほか、日本の省庁再編に関する論考をいくつか発表している。
憲法・国法学の講義では戦前の憲法書を薦め、戦前憲法学説の解説をすることが多い。
助手論文ではR・スメントの所謂「実質的憲法理論」を対象とした。法学教室では、「憲法を考える前に」という連載をしていたが、原稿を落とすことが多く、現在は連載が途絶している。

## 経歴
- 1975年3月 - 東京大学法学部卒業
- 1975年4月 - 東京大学法学部助手
- 1978年4月 - 東京大学法学部助教授
- 1993年4月 - 東京大学大学院法学政治学研究科教授
- 2018年3月 - 東京大学定年退職

## 著作
- 「実質的憲法理論の形成と統合理論（一）」『国家学会雑誌』九九巻九・十号（1986年）
- 「憲法における正当性とコンセンサス」『国家学会雑誌』一〇五巻十一・十二号（1992年）
- 「憲法を考える前に（8回、未完）」（有斐閣、2005年）